# Adamantinia
Adamantinia, monotipski rod iz porodice kaćunovki s jugoistoka Brazila (Bahia). Jedina vrsta u rodu je Adamantinia miltonioides.